# Bistum San Carlos
Das Bistum San Carlos (lat.: Dioecesis Sancti Caroli Borromeo) ist eine auf der Insel Negros auf den Philippinen gelegene römisch-katholische Diözese mit Sitz in San Carlos City. Es umfasst den östlichen Teil der Provinz Negros Occidental.

## Geschichte
Papst Johannes Paul II. gründete das Bistum mit der Apostolischen Konstitution Certiores quidem facti  am 25. März 1987 aus Gebietsabtretungen des Bistums Bacolod und es wurde dem Erzbistum Jaro als Suffragandiözese unterstellt.

## Bischöfe von San Carlos
- Nicolas Mondejar (21. November 1987 – 25. Juli 2001)
- Jose Advincula (25. Juli 2001 – 9. November 2011, dann Erzbischof von Capiz)
- Gerardo Alimane Alminaza (seit 14. September 2013)